# جون كورتيس (سياسي)
جون كورتيس (بالإنجليزية: John R. Curtis)‏ هو مسير أعمال وسياسي أمريكي، ولد في 10 مايو 1960 في أوغدن في الولايات المتحدة. حزبياً، نشط في الحزب الجمهوري. في انتخابات مجلس النواب الأمريكي 2016، انتخب عضو مجلس النواب الأمريكي عن دائرة الدائرة الكونغرسية الثالثة في يوتاه ‏ وقد انضم خلال فترته النيابية ‏ (13 نوفمبر 2017 – 3 يناير 2019)  للكتلة البرلمانية الحزب الجمهوري وانتخب عمدة (2009 – 2017) وانتخب عضو مجلس النواب الأمريكي (2017 – ).

## وصلات خارجية
- الموقع الرسمي